# Gasparia rupicola
Gasparia rupicola là một loài nhện trong họ Toxopidae.
Loài này thuộc chi Gasparia. Gasparia rupicola được miêu tả năm 1970 bởi Raymond Robert Forster.